# Yehuda Poliker
Yehuda Leon Poliker (en hebreo: יהודה ליאון פוליקר‎; Haifa, Israel, 25 de diciembre de 1950) es un cantante, compositor, músico y pintor israelí. Poliker se hizo conocer en la década de 1980 como vocalista principal de la banda Benzene. En 1985, después de la separación del grupo, comenzó una variada carrera en solitario que incluía temas del rock, el pop y la música tradicional griega.

## Biografía
Yehuda Poliker (nombre de nacimiento: Leonidas Polikaris) nació en Kiryat Haim, un suburbio de Haifa, Israel. Sus padres eran judíos griegos y sobrevivientes del Holocausto que fueron deportados a Auschwitz desde Tesalónica.

## Carrera musical

### Década de 1980

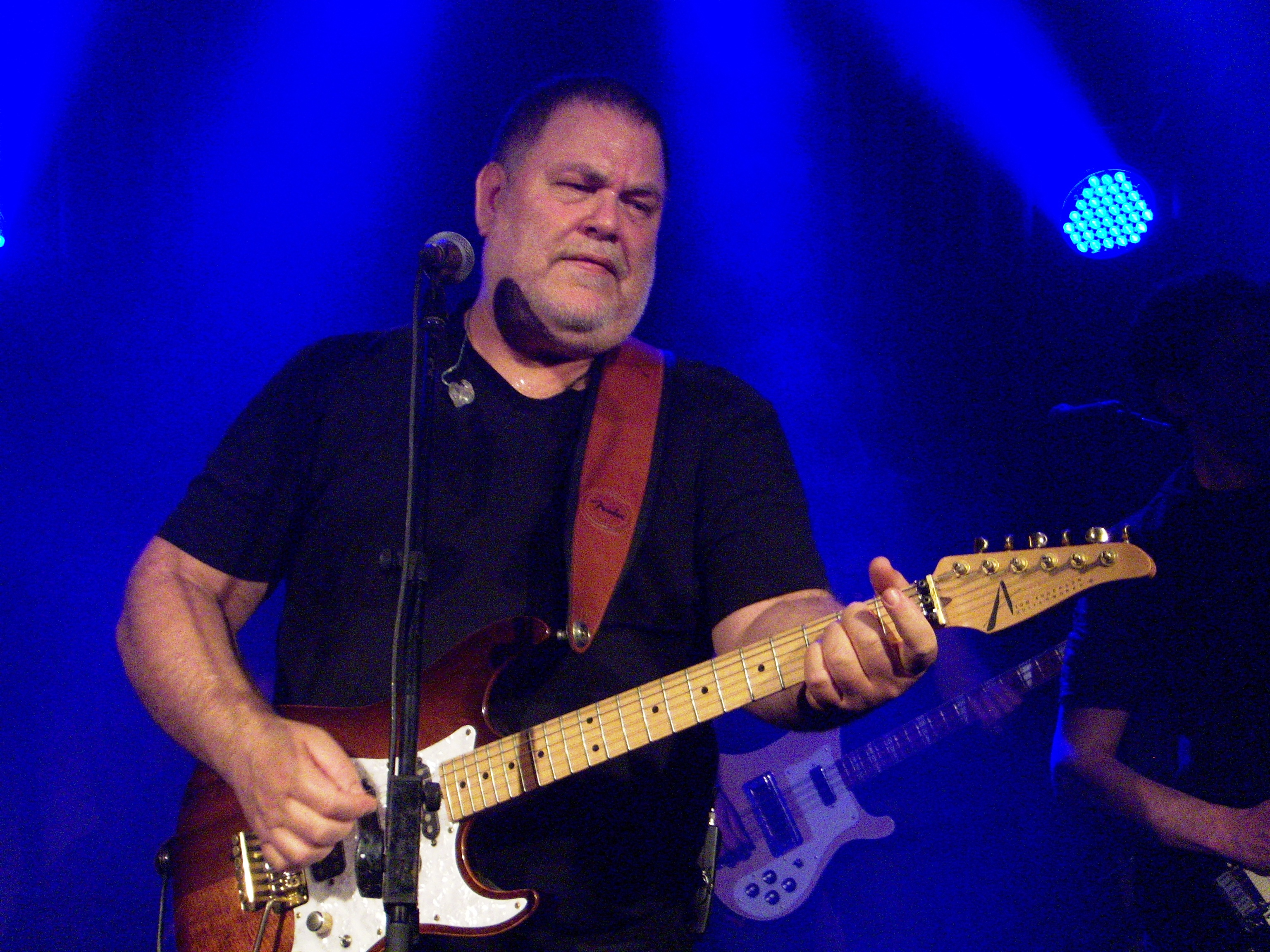
Poliker en Tel Aviv, 2011

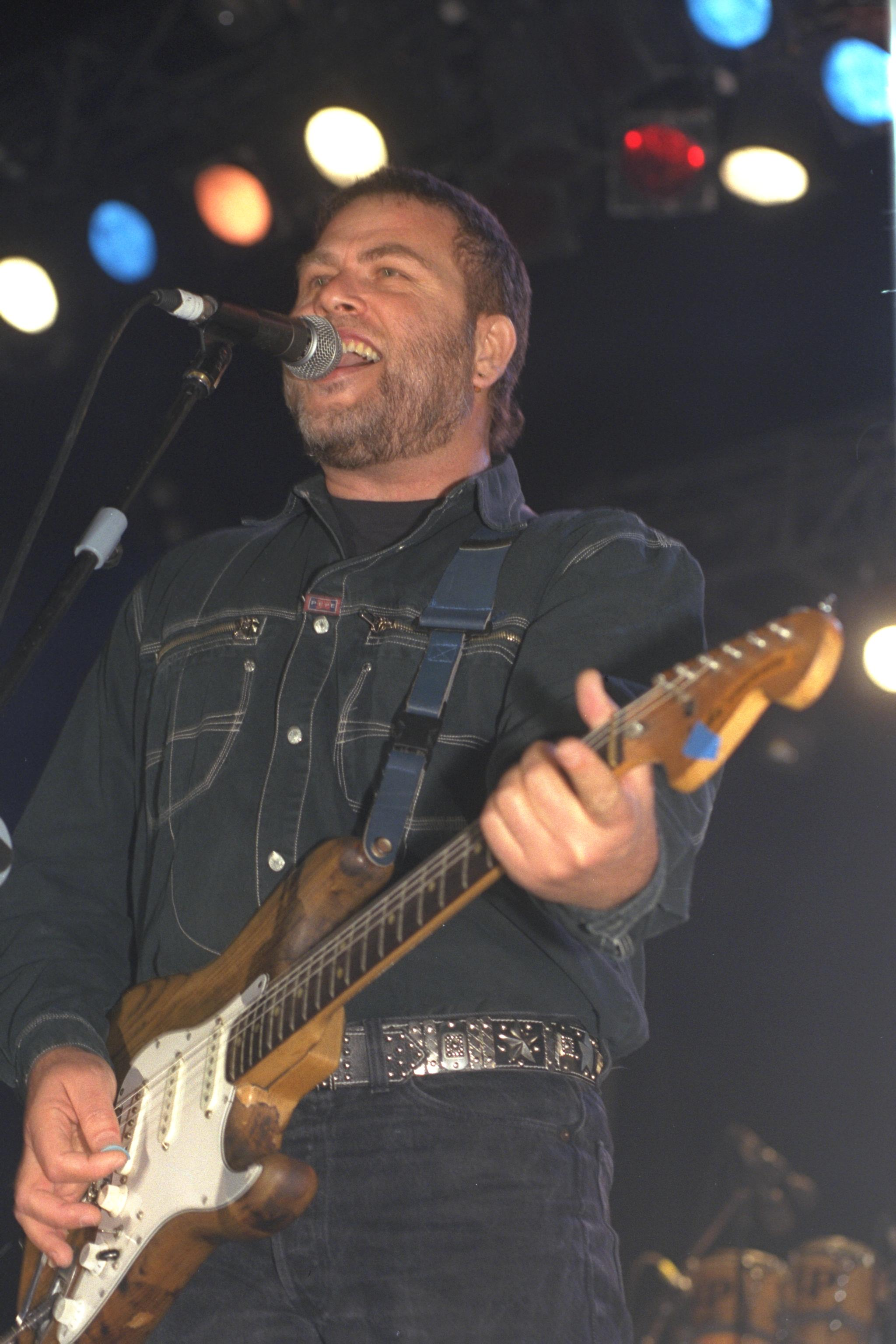
Poliker en el Festival de Jazz del Mar Rojo en Eilat, 1992

En 1981, Poliker comenzó su carrera en colaboración con el escritor y productor Yaacov Gilad. La banda de Poliker, Benzene, lanzó dos álbumes: 24 Sha'ot (24 horas) y Mishmeret Layla (Turno noche), que incluía sencillos exitosos como "Hofshi Ze Legamrei Levad" ("Libre está totalmente sola"), "Geshem" ("Lluvia") y "Yom Shishi" (Viernes). Después de que Benzene se separó, Poliker comenzó una carrera en solitario. En 1985, lanzó su primer álbum en solitario, Einaim Shely (Estos ojos míos). Todas las pistas del álbum eran conocidas canciones griegas traducidas literalmente al hebreo. En 1986, Poliker lanzó su segundo álbum en solitario, Kholem Behakitz (Soñador). Su tercer álbum, Efer VeAvak (Polvo y cenizas), lanzado en 1988, trataba principalmente de los hijos de los sobrevivientes del Holocausto. Vendió más de 70.000 copias y, en 2005, Ynet lo calificó como el número uno de los 100 mejores álbumes jamás grabados en Israel.

### Década de 1990
En 1990, Poliker lanzó su cuarto álbum en solitario, Pakhot Aval Ko'ev (Duele pero menos). Vendió más de 140.000 copias, convirtiéndose en el álbum más exitoso de Poliker. Tras el éxito del álbum, Poliker comenzó a trabajar en un disco instrumental, lanzado en 1992 como Le'enekha Hakekhulot (Para tus ojos azules). En 1995, Poliker lanzó un álbum doble, Hayeled Sh'Beha (El niño dentro de ti), con las canciones "Ani Rotze Gam" ("Tambien quiero"), "Ma Yihye Yihye" ("Lo que será, será") y "Namess Bageshem" ("Disuelto en la lluvia"). La gira de conciertos que siguió se documentó en el álbum doble en vivo Hofa'a Khaya Bekaysaria (Vivo en Caesarea).

### 2000–presente
En 2001, Poliker lanzó el álbum Eih Korim Laahava Sheli? (¿Cómo se llama mi amor?). La canción principal, escrita por Poliker con Yaakov Gilad, ganó el premio a "Canción del año" en los Golden Feather Awards de 2002, administrados por ACUM, la Sociedad israelí de compositores, autores y editores. En 2003, lanzó su primer álbum recopilatorio, Hameitav (Lo mejor), que incluye canciones tanto de Benzene como de su carrera en solitario, así como nuevos temas. En 2007, lanzó Hummus Sapiens en colaboración con el poeta griego Manolis Rasoulis.
En 2010, Poliker comenzó su gira Shirim Shehilkhanti Le'aherim (Canciones que escribí para otros). La gira, que comenzó como un evento único, presentó sus primeras canciones para otros cantantes, como Yossi Banai, Riki Gal y Arik Einstein. También en 2010, lanzó Ahava Al Tnai (Amor condicional). El primer sencillo, "Shlosha Yamim" ("Tres días"), escrito por Poliker y Gilad, alcanzó la cima de las listas israelíes. En 2011, lanzó Kol Davar Mazkir Li (Todo me recuerda), que, al igual que Einaim Sheli, consistía en conocidas canciones griegas traducidas al hebreo. Cantó la canción principal en griego con Haris Alexiou y también grabó una versión hebrea. Dos semanas después de su lanzamiento, el álbum obtuvo la certificación de oro.
En el verano de 2012, Poliker lanzó Jacko y Yehuda Poliker, que contenía grabaciones raras de sus padres cantando canciones judías de Salónica en griego y en ladino antes de la Segunda Guerra Mundial. En la primavera de 2014, lanzó Muzeon Ha Halomot (El museo de los sueños), que presentaba la guitarra y el buzuki. El álbum fue certificado oro y pronto fue seguido por una gira en vivo.

## Película
El padre de Poliker, Jacko, contó la historia de su escape de Auschwitz en la película de 1988 Debido a esa guerra (en hebreo: B'Glal Hamilhamah Hahi), que incluía música de su hijo. La película incluía entrevistas con Yehuda Poliker y Yaakov Gilad, cuyos padres, judíos polacos, también sobrevivieron a Auschwitz.

## Libro
En 2019, el libro de Poliker "Mi sombra y yo" fue publicado por Yedioth Books. El libro describe situaciones e imágenes de su infancia y adolescencia, desde el punto de vista tanto de un niño como de un adulto.

## Premios y reconocimientos
En 2012, Poliker ganó el premio ACUM Lifetime Achievement Award. En 2014, Poliker recibió la Cruz de Oro de la Orden del Fénix, uno de los premios más importantes de Grecia por sus logros en las artes. El premio fue entregado por el embajador griego en Israel, Spyridon Lampridis.